# Gadodiamid
Gadodiamid je na gadolinijumu baziran kontrastni agens koji se koristi u procedurama za MR snimanje. On pomaže u vizualizaciji krvnih sudova. Ovaj leki je u prodaji pod imenom Omniscan.

## Spoljašnje veze
|  | Molimo Vas, obratite pažnju na važno upozorenje u vezi sa temama iz oblasti medicine (zdravlja). |